# ديف ديف
ديف ديف ووُلدَ باسمِ ديفيد تشارلز روتنبرغ كما اشتهرَ لاحقًا باسمِ ديفيد جوردان روبنسون (18 حزيران/يونيو 1976 - 15 تموز/يوليو 2018) كان فنانًا تصويريًا أُدين والده بمحاولة حرقهِ وقتله عام 1983، عندما كان عمره ست سنوات.

## الحياة المُبكّرة
كان ديفيد روتنبرغ يبلغُ من العمر ست سنوات ويعيش مع والدته المدعوّة ماري روتنبرغ في حي كارول جاردنز في بروكلين، نيويورك، عندما أخذه والده تشارلز روتنبرغ إلى كاليفورنيا. كان الوالدان منفصلان وفي نزاعٍ على حضانة الطفل. تجادلَ الثنائي مطولًا عبر الهاتف مساء الثالث من آذار/مارس 1983، وعندَ انتهاء الجدال الهاتفي أعطى تشارلز ابنه حبة نوم في فندقٍ محلّي في بوينا بارك، وانتظرَ نومه تحت تأثير حبّة النوم ثمَّ سكَبَ الكيروسين على السرير وأشعل النار فيه. غادر الغرفة وظلَّ يُشاهدها من كشك الهاتف عبر الشارع والنيران تلتهما كما شاهدَ محاولات ضيوف آخرون إنقاذ ديفيد.
أُصيبَ ديفيد بحروقٍ من الدرجة الثالثة في أكثر من 90٪ من جسده، كما تطلَّب علاجهُ طلب بتر إصبعي يده وقدمه معًا، وأُجريت له أكثر من مائة عملية ترقيع للجلد. كان مصابًا بتشوّهات شديدة وعانى خلال إحدى عمليات التطعيم من تورّمٍ في المخ أدى إلى نوبات ومضاعفات أخرى. حُكمَ على تشارلز روتنبرغ – الذي ذكر أنه كان ينوي في الأصل قتل نفسه وكذلك ابنه – في تموز/يوليو 1983 بـ 13 سنة سجنًا، وهو الحد الأقصى المسموح به وقت ارتكاب جريمته، وقد غُيّرت بعضٌ من هذه الأحكام نتيجةً لهذه القضيّة التي أثارت الكثير من الجدل وحضيت بتغطيّة إعلاميّة كبيرة. أُطلقَ سراحه عام 1990 على أن يُكمل ثلاث سنوات حبسًا ضمنَ الإفراج المشروط بعد أن أمضى في السجنِ سبع سنوات. هربَ بعد عامين، لكنّه عادَ وسلَّم نفسه للسلطات. حُوكمَ والد ديف ديف مجددًا عام 1996 بتهمةِ إطلاقِ نارٍ في أوكلاند، وزارهُ ابنه (19 سنةً حينها) في ذلك الوقت، حيثُ قرأ بيانًا ذكر فيه أنَّ تشارلز روتنبرغ «ليس أبًا بل هو محتال». غيَّر تشارلز روتنبرغ عام 1998 اسمه إلى تشارلي تشارلز، كما غيّرها مجددًا عام 2007 بعد إدانته أيضًا بارتكاب جرائم مختلفة في ولايتين أخريين، بموجب القانون القضائي في ولايةِ كاليفورنيا، فقد حُكم على تشارلز بـ 25 سنة سجنًا بسبب ارتكابهِ لعددٍ من الجرائم في سان فرانسيسكو.
ظهر ديفيد روثنبرغ على التلفزيون، والتقى بمشاهير كُثر من بينهم مايكل جوردان، كما أصبح صديقًا مقربًا لمايكل جاكسون. تزوَّجت والدتهُ ماري روتنبرغ من ريتشارد هافدال، وهو ضابط شرطة أشرفَ على التحقيق في جريمة حرق ديف ديف، وانتقلت إلى مقاطعة أورانج في كاليفورنيا مع ديفيد. نشرت ماري عام 1985 كتابًا بعنوان ديفيد (بالإنجليزية: David)‏، والذي حُوِّلَ إلى فيلمٍ تلفزيوني صدرّ عام 1988 يحملُ نفس الاسم. نشرت ماري روثنبرغ وميل وايت نسخةً موسَّعةً من الكتاب في عام 2019 تحت عنوان «قصة ديفيد: أحرقهُ غضب والده، وتعالجَ بحبّ والدته» (بالإنجليزية: David's Story: Burned by His Father's Rage, Healed by His Mother's Love)‏.

## المسيرة المهنيّة
غيَّر روتنبرغ اسمه قانونيا بحلول عام 1992 إلى ديفيد جوردان روبنسون، التحقَ بكليّة مركز فنون التصميم. وبحلول عام 1996 كان ديف ديف يستخدمُ اسمه الأول فقط، ثمّ قام بعد ذلك بتغيير اسمه بشكل قانوني إلى ديف ديف وذلك «لتحرير نفسي من اسم [تشارلز روتنبرغ والده] وإرثه»، كما أكَّد في ذلك الوقت. أصبح منسّق ومنتج موسيقي حيثُ تخصَّصَ في موسيقى الراب، ثمّ قامَ عام 1996 بإخراج فيديو موسيقي لكيلي ليدل. ركَّز لاحقًا على الفن التصويري في لاس فيجاس. تضمَّن عمله مشروعًا بعنوان ليفتد (بالإنجليزية: Lifted)‏ قال إنه عمل عليهِ «بسبب رغبتهِ في إلهام الآخرين ليكونوا أكبر من أنفسهم»، كما تعاونَ مع فنانين من بينهم شيريدي هوبر.

## الوفاة
تُوفيَّ ديف عن عمر يناهز 42 عامًا في 15 يوليو 2018، في مستشفى سانرايز في لاس فيغاس، جرّاء مضاعفات الالتهاب الرئوي.

## رابط خارجي
- الموقع الرسمي